# Segunda División de Balompié Mexicano 2024 A
El torneo 2024 A es la IV y última edición del campeonato de liga de la segunda división de balompié mexicano. Comenzó el 23 de febrero y finalizó el 15 de junio de 2024.

## Cambios
- Los equipos Halcones de Querétaro, Club Deportivo Jusakk, Atlético Murciélagos FC, Paseos Mamuts FC, Jaguares FC, Canchola FC, Furia Verde FC y Ángeles FC dejaron de participar en la división.

- Los equipos Emperadores Fútbol Club, Borregos de Tezontepec e Industriales Tultepec se integran a la liga.

- Lobos CARH descendió de la Liga de Balompié Mexicano y se integra a la división.

- Se elimina la zona del bajío.

- Fútbol Club Albiazul al ganar el campeón de campeones, asciende directamente a la Liga de Balompié Mexicano.

## Sistema de competencia
Torneo largo a dos vueltas, acceden los cuatro mejor ubicados en la tabla general a la liguilla por el título, para este torneo sigue la posibilidad de ascenso, siempre y cuando el equipo campeón cumpla los requisitos.
El sistema de puntos es ligeramente distinto al de las demás ligas: se otorgan tres puntos por victoria; un punto por empate, siempre y cuando se anoten goles en el partido; y cero puntos por derrota.

## Equipos participantes
| Club                      | Entrenador          | Ciudad                                | Estadio                    | Capacidad | Fundación | Patrocinador | Kit         | Filial |
| ------------------------- | ------------------- | ------------------------------------- | -------------------------- | --------- | --------- | ------------ | ----------- | ------ |
| Borregos de Tezontepec FC | Bandera de México   | Tezontepec, Hidalgo                   | Campo deportivo Revolución |           |           |              |             |        |
| Emperadores Fútbol Club   | Mario Trejo         | Venustiano Carranza, Ciudad de México | Plutarco Elías Calles      | 1,000     |           |              |             |        |
| Delfines de Tlajomulco    | Bandera de México   | Tlajomulco de Zúñiga, Jalisco         | Del Valle                  | 500       |           |              |             |        |
| CAR Veolaia               | Tania Velázquez     | Tonanitla, Estado de México           | Unidad Deportiva Tonanitla | 200       |           |              | Mooh Sports |        |
| Lobos CARH                | Eduardo Cartas      | Chalco, Estado de México              | Joaquín Iracheta           | 500       |           |              | Ninguno     |        |
| Tecos Temascalapa FC      | Alejandro Gutiérrez | Temascalapa, Estado de México         | El Aljibe                  | 500       |           | Temascalapa  | Ninguno     |        |
| Industriales Tultepec     | Bandera de México   | Tultepec, Estado de México            | Hugo Sánchez               | 3 500     |           |              | Ninguno     |        |

## Tabla general
| Pos. | Equipo                    | Pts. | PJ | G  | E | P  | GF | GC | Dif. | Clasificación |
| ---- | ------------------------- | ---- | -- | -- | - | -- | -- | -- | ---- | ------------- |
| 1    | Lobos CARH                | 33   | 12 | 11 | 0 | 1  | 40 | 7  | +33  | Semifinales   |
| 2    | CAR Veolaia               | 24   | 12 | 8  | 0 | 4  | 29 | 20 | +9   | Semifinales   |
| 3    | Tecos Temascalapa         | 22   | 12 | 7  | 2 | 3  | 26 | 13 | +13  | Semifinales   |
| 4    | Borregos de Tezontepec FC | 19   | 12 | 5  | 3 | 4  | 33 | 24 | +9   | Semifinales   |
| 5    | Emperadores Fútbol Club   | 10   | 12 | 3  | 1 | 8  | 18 | 26 | −8   | Desafiliado   |
| 6    | Paseos Mamuts FC          | 9    | 12 | 3  | 0 | 9  | 18 | 43 | −25  | Eliminado     |
| 7    | Industriales Tultepec     | 6    | 12 | 2  | 0 | 10 | 12 | 43 | −31  | Eliminado     |

Actualizado a los partidos jugados el 1 de junio de 2024.
 Fuente: LBM
Criterios de clasificación: Puntos · Diferencia de goles · Goles a favor · Play-off

## Liguilla

### Fase final
|  | Semifinales                                  | Semifinales                                  | Semifinales                                  | Semifinales                                  | Semifinales                                  |   |   | Final                   | Final                   | Final                   | Final                   | Final                   |  |
|  | 25 de mayo (ida) 1 de junio de 2025 (vuelta) | 25 de mayo (ida) 1 de junio de 2025 (vuelta) | 25 de mayo (ida) 1 de junio de 2025 (vuelta) | 25 de mayo (ida) 1 de junio de 2025 (vuelta) | 25 de mayo (ida) 1 de junio de 2025 (vuelta) |   |   | 8 y 15 de junio de 2024 | 8 y 15 de junio de 2024 | 8 y 15 de junio de 2024 | 8 y 15 de junio de 2024 | 8 y 15 de junio de 2024 |  |
|  |                                              |                                              |                                              |                                              |                                              |   |   |                         |                         |                         |                         |                         |  |
|  |                                              |                                              |                                              |                                              |                                              |   |   |                         |                         |                         |                         |                         |  |
|  | 1                                            | Lobos CARH                                   | 5                                            | 4                                            | 9                                            |   |   |                         |                         |                         |                         |                         |  |
|  | 1                                            | Lobos CARH                                   | 5                                            | 4                                            | 9                                            |   |   |                         |                         |                         |                         |                         |  |
|  | 4                                            | Borregos de Tezontepec                       | 2                                            | 1                                            | 3                                            |   |   |                         |                         |                         |                         |                         |  |
|  | 4                                            | Borregos de Tezontepec                       | 2                                            | 1                                            | 3                                            |   | 1 | Lobos CARH              | 1                       | 1                       | 2                       |                         |  |
|  |                                              |                                              |                                              |                                              |                                              |   | 1 | Lobos CARH              | 1                       | 1                       | 2                       |                         |  |
|  |                                              |                                              | 3                                            | Tecos Temascalapa                            | 0                                            | 0 | 0 |                         |                         |                         |                         |                         |  |
|  | 2                                            | CAR Veolaia                                  | 3                                            | Tecos Temascalapa                            | 0                                            | 0 | 0 | 0                       | 2                       | 2                       |                         |                         |  |
|  | 2                                            | CAR Veolaia                                  |                                              |                                              |                                              |   |   | 0                       | 2                       | 2                       |                         |                         |  |
|  | 3                                            | Tecos Temascalapa                            | 2                                            | 2                                            | 4                                            |   |   |                         |                         |                         |                         |                         |  |
|  | 3                                            | Tecos Temascalapa                            | 2                                            | 2                                            | 4                                            |   |   |                         |                         |                         |                         |                         |  |
|  |                                              |                                              |                                              |                                              |                                              |   |   |                         |                         |                         |                         |                         |  |

## Estadísticas

### Máximos goleadores
Lista con los máximos goleadores del torneo.

Fecha de actualización: 5 de marzo de 2025
| Posición | Jugador         | Club                      | Goles |
| -------- | --------------- | ------------------------- | ----- |
| 1°       | Azael Martínez  | Borregos de Tezontepec FC | 13    |
| 2°       | Germán Anaya    | Lobos CARH                | 12    |
| 3°       | Germán Medina   | Lobos CARH                | 9     |
| 4°       | Eduardo Tenorio | Delfines Tlajomulco       | 8     |
| 5°       | José Pérez      | Tecos Temascalapa         | 8     |